# Ikastolen Elkartea
Ikastolen Elkartea (en euskera: Asociación de Ikastolas) es el nombre por el que se conoce a la asociación de ikastolas existente en las regiones españolas y francesas que componen la región cultural de Euskal Herria a las que se suman dos ikastolas en el exterior de la citada zona: la Ikastola de Boise (Idaho, Estados Unidos) y el Colegio Ikastola (Necochea, Argentina).
Así mismo, dentro del paraguas de Ikastolen Elkartea existe la Societas cooperativa Europaea Euskal Herriko Ikastolak S.C.E. - Zamudio, entidad que se encarga de la edición de los libros de texto utilizados para la enseñanza en las mismas. También existen dos subdivisiones de la asociación que agrupan las ikastolas de la provincia de Guipúzcoa (Gipuzkoako Ikastolen Elkartea Kop. El.) y las de la Comunidad Foral de Navarra (Nafarroako Ikastolen Elkartea S. Coop.).
La presidenta de la asociación es, desde el 13 de junio de 2023, Nekane Artola, anterior vicepresidenta de Ikastolen Elkartea que vino a sustituir a Koldo Tellitu, que presidió durante 14 años la asociación hasta su renuncia el 8 de junio de 2023.

## Ikastolas asociadas
Actualmente la asociación de Ikastolas engloba cerca de un centenar de instituciones educativas con un total cercano a los 57.000 estudiantes.

### Álava (9)
- Ikastola Aresketa (Amurrio)
- Ikastola de Labastida (Labastida)
- Ikastola Armentia (Vitoria)
- Ikastola Assa (Lapuebla de Labarca)
- Ikastola de Llodio (Llodio)
- Ikastola de Baños de Ebro (Baños de Ebro)
- Ikastola San Vicente (Oyón)
- Ikastola de Samaniego (Samaniego)
- Ikastola Lautada (Salvatierra)

### Baja Navarra (8)
- Ikastola Munhoa (Ascarat)
- Ikastola de Baigorri (Saint-Étienne-de-Baïgorry)
- Ikastola de Arberoa (Saint-Martin-d'Arberoue)
- Amikuzeko Ikastola (Saint-Palais)
- Ikastola de Garazi (San Juan Pie de Puerto)
- Manex Erdozainzi Etxart (Larceveau)
- Ikastola de Oztibar (Larceveau)
- Ikastola de Ortzaize (Ossès)

### Burgos (1)
- Ikastola de Argantzon (La Puebla de Arganzón, Treviño)

### Guipúzcoa (31)
- Ikastola Aita Larramendi (Andoáin)
- Ikastola Anoeta Herri (Anoeta)
- Ikastola Arizmendi (Arechavaleta)
- Ikastola Ikasberri (Azpeitia)
- Ikastola Andramendi (Beasáin)
- Ikastola Aranzadi (Vergara)
- Axular Lizeoa (Ayete, San Sebastián)
- Ikastola Herri Ametsa (Bidebieta, San Sebastián)
- Santo Tomás Lizeoa (Ibaeta, San Sebastián)
- Ikastola Zurriola (Ulía, San Sebastián)
- Ikastola de Elgoibar (Elgóibar)
- Ikastola Oiartzo (Rentería)
- Ikastola Orereta (Rentería)
- Ikastola Uzturpe (Ibarra)
- Ikastola Txingudi (Irún)
- Ikastola de Irura (Irura)
- Ikastola San Benito (Lazcano)
- Ikastola Haztegi (Legazpia)
- Ikastola San José (Mendaro)
- Ikastola Haurtzaro (Oyarzun)
- Ikastola Txantxiku (Oñate)
- Ikastola Jakintza (Villafranca de Ordizia)
- Ikastola Orioko Herri (Orio)
- Pasaia-Lezo Lizeoa (Pasajes)
- Ikastola Laskorain (Tolosa)
- Ikastola Inmakulada Lanbide (Tolosa)
- Ikastola Urretxu-Zumarraga (Villarreal de Urrechua)
- Ikastola Udarregi (Usúrbil)
- Ikastola Zubimusu (Villabona)
- Oteitza Lizeoa (Zarauz)
- Ikastola Salbatore Mitxelena (Zarauz)

### Labort (27)
- Ikastola Alhorga (Ahetze)
- Ikastola Kimua (Anglet)
- Ikastola de Azkaine (Ascain)
- Liceo Bernat Etxepare (Bayona)
- Ikastola Hiriondo (Bayona)
- Oihana Ikastola (Bayona)
- Ikastola Xarnegu (Bardos)
- Ikastola Biez Bat (Bassussarry)
- Ikastola de Beskoitze (Briscous)
- Ikastola Itsas Argi (Biarritz)
- Ikastola Uhabia (Bidart)
- Ikastola de Biriatu (Biriatou)
- Ikastola Hatsa (Boucau)
- Ikastola de Donibane (San Juan de Luz)
- Ikastola Ezkia (Hasparren)
- Gure ikastola (Hendaya)
- Ikastola Ametza (Saint-Pierre-d'Irube)
- Ikastola Arrokagarai (Itxassou)
- Ikastola Errobi (Cambo-les-Bains)
- Colegio Xalbador (Cambo-les-Bains)
- Ikastola Baigura (Mendionde)
- Ikastola Olhain (Sare)
- Ikastola Zaldubi (Saint-Pée-sur-Nivelle)
- Ikastola de Urruña (Urruña)
- Ikastola Louis Dassance (Ustaritz)
- Colegio Piarres Larzabal (Ciboure)
- Ikastola Kaskarotenea (Ciboure)

### Navarra (15)
- Ikastola Iñigo Aritza (Alsasua)
- Ikastola Paz de Ziganda (Villava)
- Ikastola Labiaga (Vera de Bidasoa)
- Ikastola Baztan (Elizondo)
- Ikastola Andra Mari (Echarri-Aranaz)
- Ikastola Arangoiti (Lumbier)
- Ikastola Jaso (Pamplona)
- Tantirumairu Ikastola (Lesaca)
- Ikastola de Lizarra (Estella)
- Ibaialde Ikastola (Lodosa)
- Ikastola de Tafalla (Tafalla)
- Ikastola Argia (Tudela)
- Erentzun Ikastola (Viana)
- Ikastola de Sangüesa (Sangüesa)
- Ikastola San Fermín (Cizur Menor)

### Sola (2)
- Basabürüko ikastola (Lichans-Sunhar)
- Ikastola Eperra (Chéraute)

### Vizcaya (22)
- Ikastola San Nicolás (Algorta, Guecho)
- Ikastola Zubi Zaharra (Valmaseda)
- Ikastola Eleizalde (Bermeo)
- Ikastola Kirikiño (Churdínaga, Bilbao)
- Ikastola Urretxindorra (San Adrián, Bilbao)
- Ikastola de Abusu (La Peña, Bilbao).
- Ikastola Ibaizabal (Durango)
- Ikastola Kurutziaga (Durango)
- Ikastola Txintxirri (Elorrio)
- Ikastola Eguzkibegi (Galdácano)
- Ikastola San Fidel (Guernica y Luno)
- Ikastola Seber Altube (Guernica y Luno)
- Ikastola Betiko (Lejona)
- Ikastola Resurrección María Azkue (Lequeitio)
- Ikastola Larramendi (Munguía)
- Ikastola Zubi Zahar (Ondárroa)
- Asti Leku Ikastola (Portugalete)
- Ikastola Ibar Ezkerra (Portugalete)
- Ikastola Bihotz Gaztea (Santurce
- Ikastola Ander Deuna (Sopelana)
- Ikastola Itxaropena (Valle de Trápaga)
- Ikastola Andra Mari (Amorebieta, Amorebieta-Echano)

### Fuera de Euskal Herria (2)
- Ikastola de Boise (Boise, Idaho, Estados Unidos)
- Colegio Ikastola (Necochea, Buenos Aires, Argentina)